# مصطفى بشناق
الدكتور مصطفى بك بشناق (1887 في يانون - 1973 في نابلس) طبيب وسياسي فلسطيني.
- المولد والنشأة

ولد في قرية يانون قضاء نابلس، وهو من أصول بوسنية، حيث وفد جد الأمير مصطفى بك لاقشيك من البوسنة والهرسك إلى نابلس سنة 1878م، وأقاموا في قرية يانون، وقدر درس مصطفى بشناق في مدراس مدينة نابلس و ثم درس الطب في مدينةاسطنبول وتخرج منها في عام 1910. كان له ولعائلته دور وطني مهم، فشقيقه الأصغر هو الاستاذ سعيد بك بشناق، أحد رواد التعليم في فلسطين في النصف الأول من القرن العشرين، وابن شقيقته هو المناضل علي مراد بشناق أحد مؤسسي الجبهة الشعبية - القيادة العامة.
- المناصب

شغل الدكتور مصطفى بك بشناق مناصب مهمة وكان ممثلاً عن نابلس في المؤتمرات الوطنية منذ عشرينات القرن الماضي. وكان عضواً في اللجان القومية في نابلس منذ بداية الثلانينيات حتى نهاية الأربعينات، وهو أحد الاشخاص الذين شاركوا في اجتماع المصبنة الشهير الذي نتج عنه إعلان الإضراب الكبير عام 1936.
```
كان الدكتور بشناق أحد مؤسسي مدرسة النجاح الوطنية وعضو هيئة عمادتها حتى وفاته. كما تولى مهمة ادارة الأوقاف في نابلس في الأعوام 1932-1938)، وله دور مشهود في تسجيل الأراضي كوقف لمنع تسريبها إلى 
الحركة الصهيونية
.وهو من الشخصيات المحورية في نابلس والتي مثلت الخط الوطني، وقد انتخب عضواً في مجلس بلدية نابلس في العام 1946 بعد عودته من منفاه في 
مصر
 حيث كان منفياً طوال 
الحرب العالمية الثانية
.
```

سياسياً كان الدكتور مصطفى بك بشناق عضواً في الحزب العربي منذ العام 1935م، وهو من المحسوبين على الخط الوطني الذي مثله الحاج أمين الحسيني، وكان رفيقاً مقرباً من المؤرخ الفلسطيني محمد عزة دروزة، والمناضل والسياسي الفلسطيني أكرم زعيتر.
ترشح عن نابلس لانتخابات مجلس النواب الأردني وفاز بعضوية البرلمان الأول بعد وحدة الضفتين. ثم أصبح عضواً في نقابة الاطباء الأردنية.
بقي الدكتور مصطفى بشناق على خط وطني ثم صار عضواً في المجلس الوطني الفلسطيني وظل وفياً لفسطين ومدينته نابلس
.
وكانت وفاته في نابلس في العام 1973.